# Autofagia
Autofagia (z gr. αυτός (autós) – sam i gr. φαγειν (fagein) – jeść, zjadać; tłumaczone jako samozjadanie, ang. self-eating), inaczej autofagocytoza – biologiczny proces kataboliczny polegający na kontrolowanym rozkładzie przez komórkę cząsteczek chemicznych, fragmentów komórki i organelli komórkowych.
Autofagia jest procesem  wysoce konserwatywnym i występuje u wszystkich eukariontów, od drożdży do organizmów ssaków i człowieka. Zachodzi zarówno w komórkach zdrowych, jak i w wielu sytuacjach patologicznych i chorobowych.
W warunkach fizjologicznych autofagia jest wykorzystywana między innymi do degradacji uszkodzonych lub niepotrzebnych wewnątrzkomórkowych białek czy organelli komórkowych.
Ulega także indukcji w komórkach w odpowiedzi na wiele szkodliwych czynników, np.:
- infekcje bakteryjne lub wirusowe
- stres oksydacyjny
- niedobór substancji odżywczych

Badania nad autofagią mogą prowadzić do postępu w terapii chorób neurogeneratywnych, nowotworów i procesów zapalnych.
Podział autofagii:
- mikroautofagia
- makroautofagia
- autofagia zależna od białek opiekuńczych